# Chrysosporium carmichaelii
Chrysosporium carmichaelii är en svampart som beskrevs av Oorschot 1980. Chrysosporium carmichaelii ingår i släktet Chrysosporium och familjen Onygenaceae.   Inga underarter finns listade i Catalogue of Life.